# Nicanor Zabaleta
Nicanor Zabaleta Zala (ur. 7 stycznia 1907 w San Sebastián, zm. 31 marca 1993 w San Juan) – hiszpański harfista pochodzący z Kraju Basków.

## Życiorys
Uczył się w Madrycie u Vicenty Tormo de Calvo i Luisy Menárguez. W 1925 roku wyjechał do Paryża, gdzie był uczniem Marcela Tourniera. Debiutował w Paryżu w 1926 roku. W 1933 roku odbył tournée po Ameryce Południowej i Środkowej, w 1934 roku grał w Nowym Jorku. W latach 1959–1962 prowadził letnie kursy w Accademia Musicale Chigana w Sienie. W 1988 roku został członkiem Królewskiej Akademii Sztuk Pięknych św. Ferdynanda w Madrycie. Odznaczony Krzyżem Wielkim Orderu Cywilnego Alfonsa X Mądrego (1964) oraz Krzyżem Wielkim Orderu Zasługi Cywilnej (1968).
Był propagatorem harfy jako instrumentu solowego. Wykonywał różnorodny repertuar, obejmujący utwory od XVIII do XX wieku. Przez wiele lat związany był kontraktem z wytwórnią Deutsche Grammophon. Swoje kompozycje dedykowało mu wielu kompozytorów współczesnych: Alberto Ginastera, Heitor Villa-Lobos, Darius Milhaud, Walter Piston, Xavier Montsalvatge, Ernst Křenek, Alan Hovhaness, Ferenc Farkas, Peggy Glanville-Hicks. Joaquín Rodrigo dokonał dla niego aranżacji na harfę swojego Concierto de Aranjuez (1974).